# Holcosus chaitzami
Espèce
Synonymes
- Ameiva chaitzami Stuart, 1942

Statut de conservation UICN

 DD  : Données insuffisantes
Holcosus chaitzami est une espèce de sauriens de la famille des Teiidae.

## Répartition
Cette espèce se rencontre :
- au Chiapas au Mexique ;
- au Guatemala.

## Publication originale
- Stuart, 1942 : Comments on the undulata group of Ameiva (Sauria). Proceedings of the Biological Society of Washington, vol. 55, p. 143-150 (texte intégral).